# Parcul Național della Majella

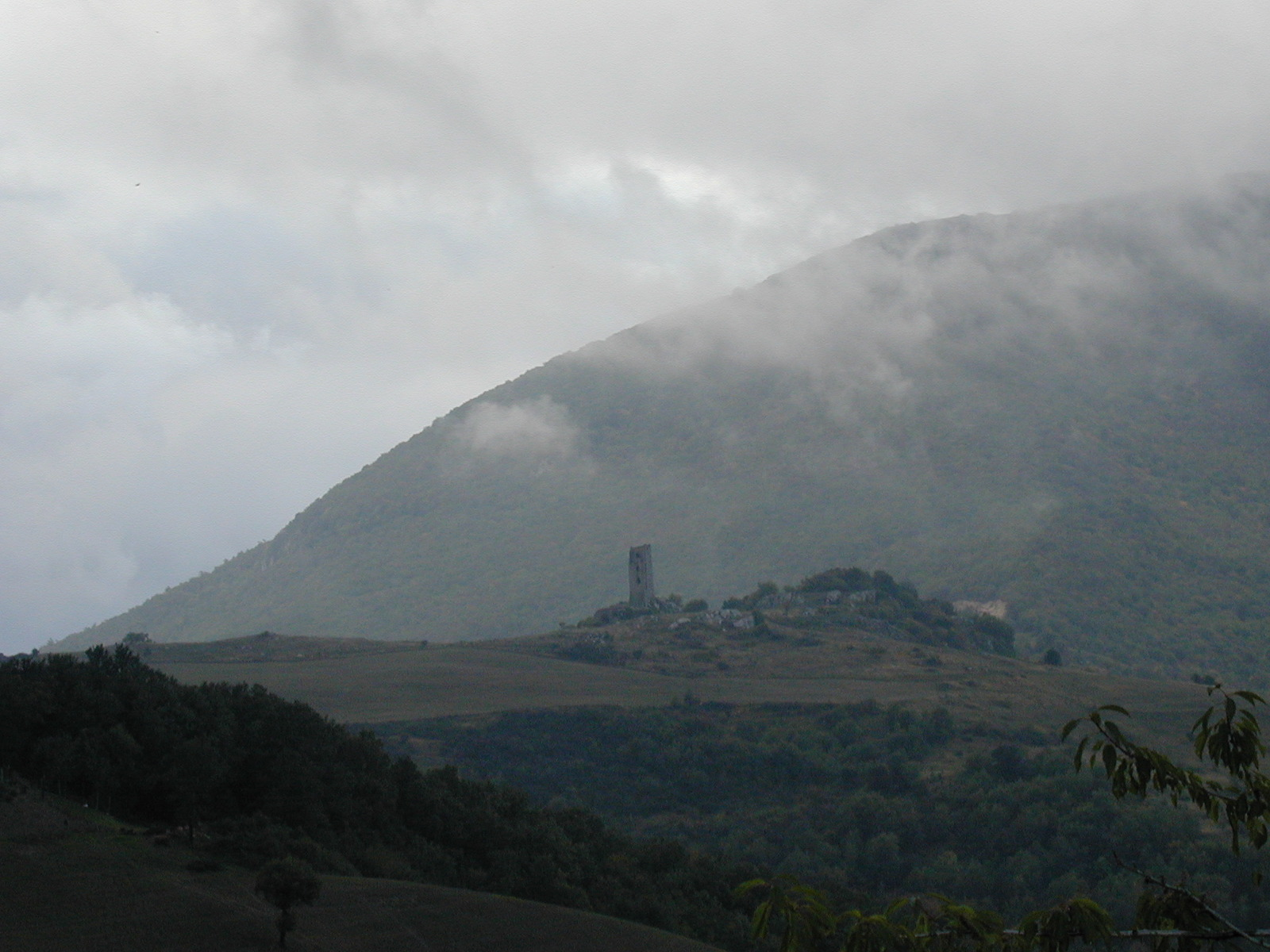
Parcul Național della Majella

Parcul Național della Majella este situat în regiunea Abruzzo, Italia. Parcul a luat ființă în anul 1991 și ocupă o suprafață de 74.095 hectare.

## Localități de pe teritoriul parcului
Civitella Messer Raimondo, Fara San Martino, Gamberale, Guardiagrele, Lama dei Peligni, Lettopalena, Montenerodomo, Palena, Palombaro, Pennapiedimonte, Pizzoferrato, Pretoro, Rapino, Taranta Peligna, Ateleta, Campo di Giove, Cansano, Corfinio, Pacentro, Pescocostanzo, Pratola Peligna, Rivisondoli, Rocca Pia, Roccacasale, Roccaraso, Sulmona, Abbateggio, Bolognano, Caramanico Terme, Lettomanoppello, Manoppello, Popoli, Roccamorice, Salle, San Valentino in Abruzzo, Citeriore, Sant'Eufemia a Maiella, Serramonacesca, Tocca da Casauria.
In parc se poate ajunge prin localitățile  Sulmona, Pesconcostanzo și Guardiagrele.